# Carla Bozulich
Carla Bozulich (ur. 24 grudnia 1965 w Nowym Jorku) – amerykańska wokalistka i instrumentalistka (gitara, bas, instrumenty perkusyjne). Aktualnie mieszka w Los Angeles.

## Początki kariery muzycznej
Karierę muzyczną zainicjowała w wieku 14 lat występami w San Pedro w Kalifornii. Występowała w licznych barach śpiewając głównie piosenki z repertuaru Davida Bowie, a jej podstawową publicznością byli lokalni rybacy. Pierwszym zarejestrowanym nagraniem, w których Bozulich śpiewa, jest utwór Zurich 1916 autorstwa Gary’ego Kaila (1984). W latach 80. udzielała się także w zespołach Neon Veins oraz Invisible Chains (1986). Następnie zniknęła z życia artystycznego na kilka lat.

## Początek lat 90.: Ethyl Meatplow
Po kilku latach nieobecności Bozulich dołączyła do powstałego w 1990 roku zespołu Ethyl Meatplow grającego muzykę z pogranicza industrial i alternatywnego rocka. Jeszcze przed wydaniem debiutanckiej płyty zespół zdobył reputację ze względu na nietypowe występy łączące koncert muzyczny z elementami teatralnymi. Muzycy łączyli także grę na żywych instrumentach z samplami. W roku 1993 zespół wydał debiutancki album zatytułowany Happy Days Sweetheart i wkrótce rozpadł się.

## Lata 1993 do 1998: Geraldine Fibbers
Jeszcze przed rozpadem Ethyl Meatplow Bozulich założyła zespół Geraldine Fibbers, który po pierwszym EP podpisał w 1995 roku umowę z wytwórnią Virgin Records. Jeszcze w tym samym roku wychodzi debiutancki album zatytułowany Lost somewhere between Earth and my Home. Muzyka Geraldine Fibbers to połączenie alternatywnego rocka, indie oraz country-rocka. W 1997 roku do zespołu dołącza Nels Cline, a na rynek trafia druga płyta zespołu Butch. Zespół koncertuje w Stanach Zjednoczonych jeszcze do 1998 roku, jednak na skutek nieporozumień z wytwórnią zawiesza ostatecznie działalność.

## Projekt Scarnella
Po zawieszeniu działalności Geraldine Fibbers Carla Bozulich oraz Nels Cline udają się w podróż po wybrzeżu Pacyfiku. Podczas tej podróży powstały kompozycje, które następnie znalazły się na płycie zatytułowanej Scarnella wydanej przez Smells Like Records, wytwórnię założoną przez Steve’a Shelleya (perkusistę zespołu Sonic Youth).

## Kariera solowa
W roku 2003 Bozulich wydała pierwszą solową płytę zatytułowaną Red Headed Stranger będącą jej autorską wersją albumu Williego Nelsona pod tym samym tytułem. W roku 2006 nagrała drugi solowy album Evangelista dla kanadyjskiej wytwórni Constellation Records. W 2007 roku ta sama wytwórnia wydała kolejny album sygnowany tym razem nazwą Evangelista pod tytułem Hello, Voyager.

## Dyskografia
- Jako członek Ethyl Meatplow:
  - Happy Days, Sweetheart (1993)

- Jako członek Geraldine Fibbers:
  - The Geraldine Fibbers EP (1995)
  - Lost Somewhere Between the Earth and My Home (1995)
  - Live From the Bottom of the Hill (1996)
  - Butch (1997)
  - What Part of Get Thee Gone Don't You Understand? (1997)

- Jako członek Scarnella:
  - Scarnella (1998)

- Kariera solowa:
  - Red Headed Stranger (2003)
  - I’m Gonna Stop Killing (2004)
  - Evangelista (2006)
  - Hello, Voyager (2007)
  - Unrock Instore Gig Series Volume 4 (album koncertowy wydany w Niemczech, wydanie limitowane - 300 kopii) (2008)
  - Prince of Truth (2009)

- Występy gościnne:
  - Mike Watt: Ball-Hog or Tugboat? (1995)
  - New Coat of Paint: Songs of Tom Waits (utwór „On The Nickel”) (2000)
  - Lydia Lunch: Smoke in the Shadows (utwór „I Love How You...”) (2004)
  - The Book of Knots: Traineater (utwór „View From a Watertower”) (2007)
  - Simone Massaron: Dandelions on Fire (2008)